# Cabanillas de la Sierra
Cabanillas de la Sierra est une commune de la communauté de Madrid, en Espagne.

## Personnalités
- Venancio Gombau, photographe né dans la commune en 1861.